# 音具

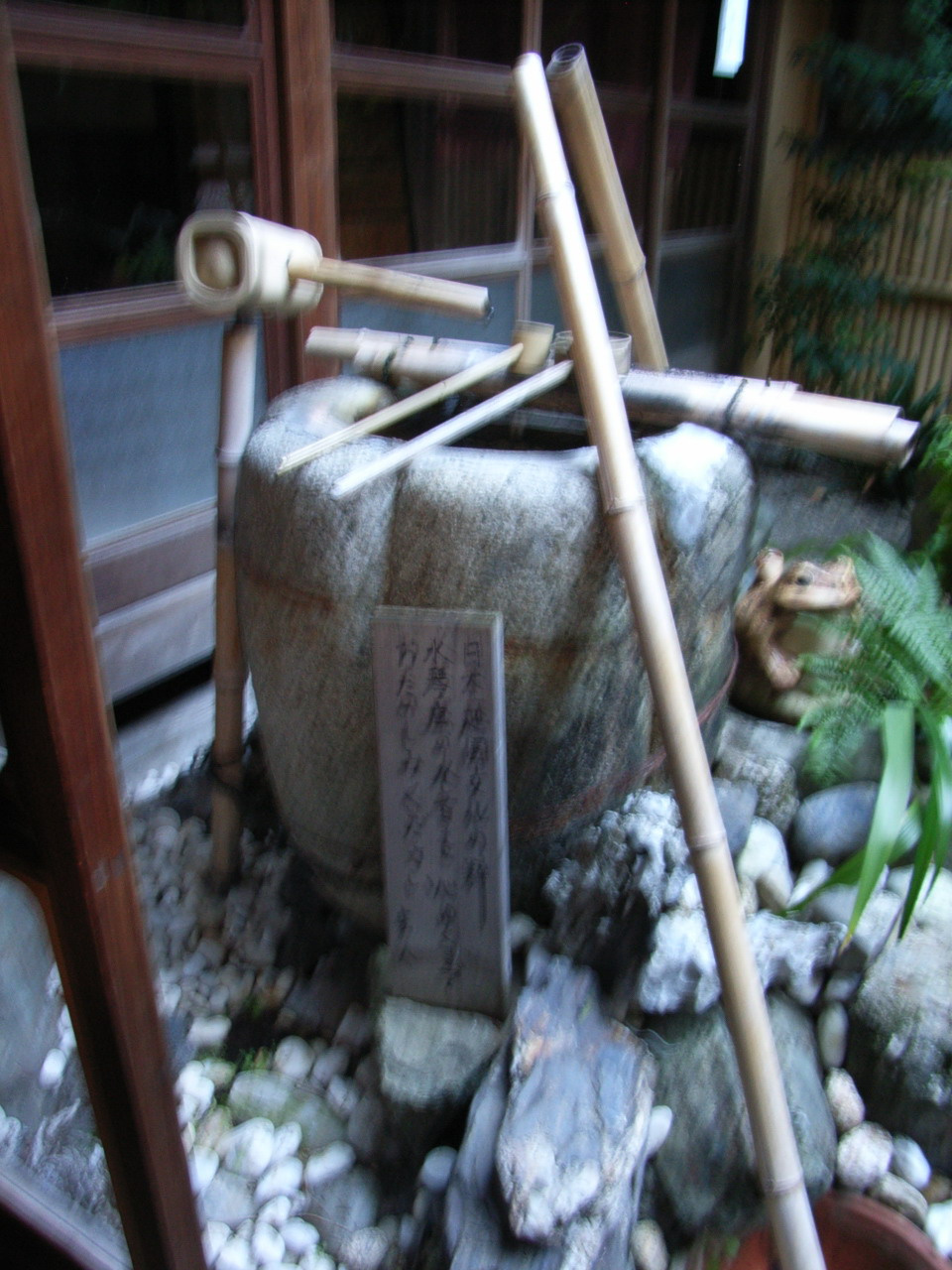
水琴窟

音具（おんぐ、Sound Apparatus）とは音を出す道具のうち、音が出る（音を出す）が楽器とは言いにくい物のこと。
風鈴や仏壇の「おりん」などのように、音を鳴らす事が役割となってはいるが、演奏を目的として作られていないものを、楽器とは区別して呼ぶときに用いる。

## 定義
しかし時折区別は曖昧であり、特殊な楽器（例：スライドホイッスル）を音具と呼ぶ事もあれば、蓄音機など生活に密着したとされる音響機器を音具と言うこともあり、定義は曖昧である。本項では冒頭の定義を採用する。

## 一般的に音具とされる物
- 風鈴

## 楽器と音具の区別が付きにくい物
- 梵鐘
- カウベル
- 木魚
- 水琴窟